# Ган-Шмуэль
Ган-Шмуэль (ивр. גן שמואל‎) — кибуц в Хайфском административном округе Израиля, недалеко от Хадеры. Входит в состав регионального совета Менаше. Киббуц был назван в честь раввина Шмуэля Могилевера.

## История
В 1895 году основатели города Хадера посадили цитрусовую рощу и назвали её Ган-Шмуэль, в честь раввина Шмуэля Могилевера. Земли вокруг Ган-Шмуэля были переданы в Еврейский национальный фонд, и небольшая группа первопроходцев в 1913 году взялась построить на этом месте поселение, окружённое садами Шмуэля. Поселение было признано кибуцем в 1921 году. Согласно переписи, проведенный в 1922 году британскими властями мандата, в Ган-Шмуэле в то время проживало 48 евреев.

## Население
По данным Центрального статистического бюро Израиля, население на начало 2020 года составляло 933 человека.